# Пет Тібері
Патрік Джозеф «Пет» Тібері (англ. Patrick Joseph «Pat» Tiberi; нар. 21 жовтня 1962, Колумбус, Огайо) — американський політик-республіканець, член Палати представників США з 2001 по 2018 р. Голова Об'єднаного економічного комітету Конгресу з 2017 по 2018 р.
Тібері є сином італійських іммігрантів. У 1985 р. він закінчив Університет штату Огайо, де вивчав журналістику. Він працював агентом з нерухомості, з 1993 по 2000 р. був членом Палати представників Огайо.